# Le Circuit de la peur
Le Circuit de la peur, sorti en septembre 1961 aux éditions du Lombard, est le troisième tome de la série de bande dessinée Michel Vaillant. Cette bande dessinée de 62 planches est auparavant publiée dans Le Journal de Tintin en 1959 et 1960.

## Synopsis
Henri Vaillant s'intéresse de près à la future bataille que vont se livrer des écuries américaines et est-européennes. C'est là qu'il tente de faire la différence en créant à son tour une équipe ouest-européenne, pour un affrontement en trois manches :
- Les 12 Heures de Sebring sur circuit ;
- Rallye "grand tourisme" en Espagne sur des routes et des pistes accidentées ;
- Formule 1 à Varsovie en Pologne.

L'équipe européenne est constituée de :
- Michel Vaillant - France
- Art Berckmans - Belgique
- Bill Rix - Royaume-Uni
- von Richter - République Fédérale Allemande
- Dino Falconetti - Italie

## Lieux visités
- Paris et sa région avec notamment la cathédrale Notre-Dame de Paris, l'Avenue des Champs-Élysées (et sa concession Vaillante), les usines Vaillante, le siège du journal L'éclair de France, le circuit de Montlhéry, l'aéroport d'Orly, vers Bordeaux.
- Circuit de Sebring, le Circuit de Daytona.
- Espagne avec sa frontière franco-espagnole, San Sebastian, Pancorbo, Madrid, Tolède, Ségovie, Castellon de la Plana, le Circuit de Pedralbes.
- Un circuit à Varsovie.

## Voitures remarquées

### 12 Heures de Sebring

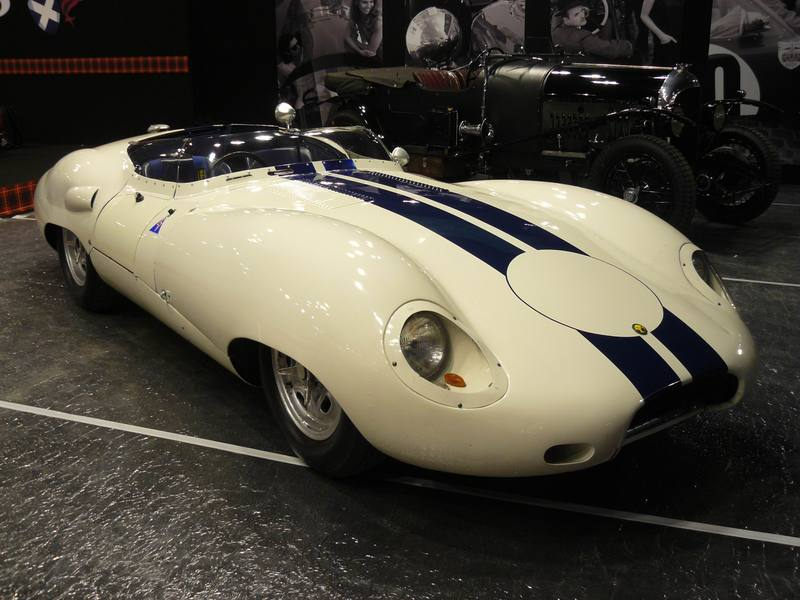
Une Lister-Jaguar à carrosserie Costin, semblable à celle pilotée par Art Berckmans dans l'album.

- Lister-Jaguar 'Costin' (pilotée par Art Berckmans)
- Aston Martin DBR1 (pilotée par Bill Rix)
- Porsche 550 RSK (pilotée par von Richter)
- Ferrari 250 Testa Rossa (pilotée par Dino Falconetti)
- Chevrolet Corvette SS (pilotée par Steve Warson)

### Épreuve routière espagnole
- Mercedes-Benz 300 SL (pilotée par Art Berckmans)
- Aston Martin DB4 (pilotée par Bill Rix)
- Porsche 356 GS Carrera (pilotée par von Richter)
- Ferrari 250 GT (pilotée par Dino Falconetti)
- Chevrolet Corvette (pilotée par Steve Warson)
- Tatra 603 (pilotée par le pilote tchèque Sparkia)

### Grand Prix de Pologne
- Cooper T51 (pilotée par Art Berckmans)
- Aston Martin DBR4 (pilotée par Bill Rix)
- Maserati 250F (pilotée par Karel Van Ham)
- Ferrari 256 (pilotée par Dino Falconetti)
- Scarab F1 (pilotées par Steve Warson, Chuck Danver et Louis Cartier)

## Publication

### Revues
Les planches du Circuit de la peur furent publiées dans le Journal de Tintin entre le 19 août 1959 et le 16 mars 1960 (n° 33/59 à 11/60).

### Album
Le premier album fut publié aux Éditions du Lombard en 1961 (dépôt légal 07/1961).